# Peter Mgangira
Peter Mgangire est un footballeur malawite né le 6 octobre 1980 à Lilongwe. Il évolue au poste de milieu de terrain avec Silver Strikers.

## Carrière
- 1999-2001 : CIVO United ( Malawi)
- 2001-2003 : Silver Strikers ( Malawi)
- 2003-2004 : Jomo Cosmos ( Afrique du Sud)
- 2004-201. : Silver Strikers ( Malawi)

## Palmarès
- Championnat du Malawi de football : 2008, 2010
- Coupe du Malawi de football : 2007